# Проповедь Гюи
«Проповедь Гюи» (нем. Huie's Predigt) — документальный фильм режиссёра Вернера Херцога, вышедший на экраны в 1981 году.

## Сюжет
Фильм почти полностью состоит из проповеди Гюи Роджерса, пастора негритянской церкви пятидесятников в Бруклине. Тема проповеди: «Бог всё держит под контролем». Роджерс обрушивается на пороки современного общества, в особенности на гордыню людей, возомнивших себя равными богу. Однако, по мнению пастора, люди способны лишь разрушать, но не созидать; одну из характерных фраз Херцог использует в качестве послесловия: «Если бы человеку понадобилось что-нибудь сделать с Солнцем, наутро оно не взошло бы». Гюи произносит свою проповедь то нараспев, то с яростью выкрикивает свои сентенции, добиваясь тем самым эмоционального отклика у посетителей церкви.